# 이와네촌 (에히메현)
이와네촌(石根村)은 에히메현 슈소군에 설치되었던 촌이다. 현재의 사이조시 서부에 해당한다.